# Coppa Intercontinentale 1992 (calcio)
La Coppa Intercontinentale 1992 (denominata anche Toyota Cup 1992 per ragioni di sponsorizzazione) è stata la trentunesima edizione del trofeo riservato alle squadre vincitrici della Coppa dei Campioni e della Coppa Libertadores.

## Avvenimenti
Scontro inedito per questa edizione che vede di fronte due squadre esordienti: il Barcellona, favorito per la vittoria (nonostante l'arrivo a Tokyo solo 72 ore prima del match), e i brasiliani del San Paolo. Partono bene i blaugrana, ben diretti dal regista arretrato Ronald Koeman, che passano in vantaggio dopo solo 12 minuti con Stoičkov, che dopo aver recuperato palla sul vertice dell'area mette in rete alla destra del portiere brasiliano Zetti. La compagine paulista non si fa demoralizzare e, guidata dall'esperto Cerezo, perviene al pareggio al minuto 26 con Raí, che insacca di testa un cross di Müller proveniente dalla fascia sinistra.
Il secondo tempo vede le due squadre affrontarsi a viso aperto alla ricerca della vittoria. Da un lato Müller mette in seria apprensione la retroguardia catalana con le sue accelerazioni, costringendo Zubizarreta a un paio di interventi decisivi. Sull'altro versante è Stoičkov a rendersi maggiormente pericoloso per i suoi. L'episodio decisivo avviene al minuto 79, quando il San Paolo beneficia di un calcio di punizione dal limite dell'area. La battuta spetta a Raí che con un tiro all'incrocio dei pali segna il gol della vittoria per i brasiliani.
Si tratta del primo successo della squadra rosso-nera nella manifestazione. Al termine della gara Raí, autore della doppietta decisiva, venne premiato come miglior giocatore della finale, considerata una delle più emozionanti della storia del torneo.
Nel 2017 l'arbitro della partita, l'argentino Loustau, rivelò di aver assistito ad un colloquio amichevole fra i due allenatori, Johan Cruyff e Telê Santana, nel quale venne concordato che nessuna delle due squadre contendentisi la Coppa avrebbe rinunciato a giocare la partita a viso aperto e che nessuna delle due avrebbe cercato di "rovinarla" ricorrendo ad espedienti dannosi per il bel gioco come proteste o perdite di tempo.
Nel 2017, la FIFA ha equiparato i titoli della Coppa del mondo per club e della Coppa Intercontinentale, riconoscendo a posteriori anche i vincitori dell'Intercontinentale come detentori del titolo ufficiale di "campione del mondo FIFA", inizialmente attribuito soltanto ai vincitori della Coppa del mondo per club.

## Tabellino
| Arbitro: | Juan Carlos Loustau |

|              |           |             |
| Stoičkov 12’ | Marcatori | 27’ 78’ Raí |

| Barcellona | São Paulo |

| Barcellona    |    |                        |
|               |    |                        |
| P             | 1  | Andoni Zubizarreta (C) |
| D             | 2  | Albert Ferrer          |
| D             | 4  | Ronald Koeman          |
| D             | 5  | Eusebio Sacristán      |
| C             | 6  | José Mari Bakero 52'   |
| C             | 3  | Josep Guardiola        |
| C             | 7  | Guillermo Amor         |
| C             | 9  | Michael Laudrup        |
| C             | 10 | Richard Witschge       |
| A             | 8  | Hristo Stoičkov        |
| A             | 11 | Txiki Begiristain 79'  |
| Sostituzioni: |    |                        |
| C             | 16 | Andoni Goikoetxea 52'  |
| D             | 14 | Miguel Ángel Nadal 79' |
| Allenatore:   |    |                        |
| Johan Cruyff  |    |                        |

| San Paolo     |    |              |
|               |    |              |
| P             | 1  | Zetti        |
| D             | 11 | Cafu         |
| D             | 2  | Vítor        |
| D             | 4  | Ronaldão     |
| D             | 6  | Ronaldo Luiz |
| C             | 3  | Adílson (C)  |
| C             | 5  | Pintado      |
| C             | 8  | Cerezo 82'   |
| C             | 10 | Raí          |
| A             | 9  | Palhinha     |
| A             | 7  | Müller       |
| Sostituzioni: |    |              |
| C             | 14 | Dinho 82'    |
| Allenatore:   |    |              |
| Telê Santana  |    |              |